# Juan Martín de Pueyrredón
Juan Martín de Pueyrredón är en kommun i Argentina.   Den ligger i provinsen San Luis, i den centrala delen av landet, 800 km väster om huvudstaden Buenos Aires. Antalet invånare är 205 000.
Omgivningarna runt Juan Martín de Pueyrredón är i huvudsak ett öppet busklandskap. Runt Juan Martín de Pueyrredón är det glesbefolkat, med 15 invånare per kvadratkilometer.